# Î
Cette page contient des caractères spéciaux ou non latins. S’ils s’affichent mal (▯, ?, etc.), consultez la page d’aide Unicode.
Î, ou I accent circonflexe, est un graphème utilisé dans les alphabets du frioul, du kurde, et du roumain comme lettre à part entière, et dans l’écriture de l’afrikaans, du français, du gallois, de l’italien, du lingala, du turc, et du wallon comme variante de la lettre « I ». Il s’agit de la lettre I diacritée d’un accent circonflexe.

## Utilisation

### Français
En français, l’accent circonflexe ne change pas la prononciation de I : ‹ î › a une valeur étymologique (comme dans « boîte ») ou sert à distinguer des homophones («croit » du verbe « croire », et « croît » du verbe « croitre »). Les rectifications orthographiques de 1990 rendent son emploi facultatif dans la plupart des cas où son absence n’entraîne pas d’ambiguïté.

### Italien
En italien, le i circonflexe peut être utilisé à la place du double i dans certains pluriels de mot en -io, par exemple le masculin pluriel de vario (« varié ») peut être écrit varî, varii ou vari, ou archaïquement aussi varj.

### Langues à tons
Dans plusieurs langues tonales le ‹ î › représente le même son que le ‹ i › et l’accent circonflexe indique un ton complexe descendant.

## Représentations informatiques
Le I accent circonflexe peut être représenté avec les caractères Unicode suivants :
- précomposé (supplément Latin-1) :

| forme     | représentation | chaîne de caractères | point de code | description                                  |
| --------- | -------------- | -------------------- | ------------- | -------------------------------------------- |
| majuscule | Î              | Î                    | U+00CE        | lettre majuscule latine i accent circonflexe |
| minuscule | î              | î                    | U+00EE        | lettre minuscule latine i accent circonflexe |

- décomposé (latin de base, diacritiques) :

| forme     | représentation | chaîne de caractères | point de code | description                                              |
| --------- | -------------- | -------------------- | ------------- | -------------------------------------------------------- |
| majuscule | Î              | I◌̂                   | U+0049 U+0302 | lettre majuscule latine i diacritique accent circonflexe |
| minuscule | î              | i◌̂                   | U+0069 U+0302 | lettre minuscule latine i diacritique accent circonflexe |

Il peut aussi être représenté avec des anciens codages :
- ISO/CEI 8859-1, 2, 3, 4, 9, 10, 14, 15 et 16 :
- majuscule Î : CE
- minuscule î : EE

Il peut être représenté avec des entités HTML :
- majuscule Î : &Icirc;
- minuscule î : &icirc;